# Saeed Chmagh
Saeed Chmagh (arabisch سعيد شماغ Saʿīd Sch[a]māgh, DMG Saʿīd Šamāġ; geboren am 1. Januar 1967; gestorben am 12. Juli 2007 in Bagdad, Irak) war ein irakischer Kameramann und Fahrer der Nachrichtenagentur Reuters.
Chmagh wurde am 1. Januar 1967 im Irak geboren. Er trat Reuters vor der Besetzung des Irak im Jahr 2003 bei und wurde anschließend der Assistent von Namir Noor-Eldeen. Er wurde zusammen mit seinem Kollegen Namir Noor-Eldeen von amerikanischen Streitkräften während eines Luftangriffs in Bagdad am 12. Juli 2007 getötet.
Post mortem wurde seine Ermordung 2010 in dem Dokumentarfilm Collateral Murder veröffentlicht.